# 艾托夫
艾托夫是德国北莱茵-威斯特法伦州的一个市镇。总面积69.90平方公里，总人口19395人，其中男性9639人，女性9756人（2011年12月31日），人口密度277人/平方公里。